# Caesalpinia mexicana
Caesalpinia mexicana är en ärtväxtart som beskrevs av Asa Gray. Caesalpinia mexicana ingår i släktet Caesalpinia och familjen ärtväxter. Inga underarter finns listade i Catalogue of Life.

## Bildgalleri